# Lekkoatletyka na Letnich Igrzyskach Olimpijskich 1992 – bieg na 100 m przez płotki kobiet
Bieg na 100 metrów przez płotki kobiet podczas XXV Letnich Igrzysk Olimpijskich w Barcelonie rozegrano 5 (eliminacje i ćwierćfinały) i 6 sierpnia 1992 (półfinały i finał) na Estadi Olímpic de Montjuïc. Zwyciężczynią została reprezentantka Grecji Wula Patulidu.

## Rekordy

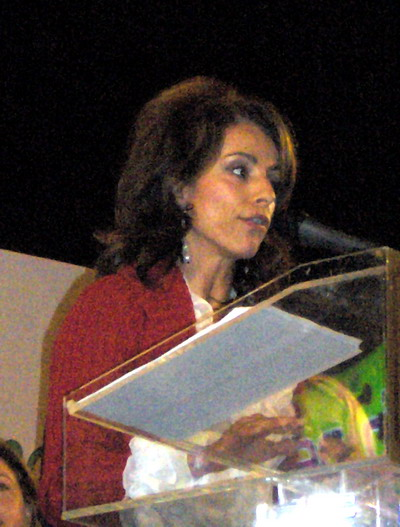
Wula Patulidu

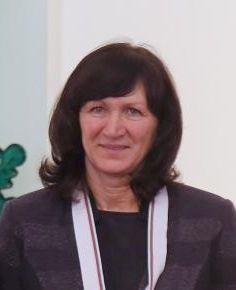
Jordanka Donkowa

|                   | Zawodniczka      | Narodowość | Czas  | Data                  | Miejsce      |
| ----------------- | ---------------- | ---------- | ----- | --------------------- | ------------ |
| Rekord świata     | Jordanka Donkowa | Bułgaria   | 12,21 | 20 sierpnia 1988(dts) | Stara Zagora |
| Rekord olimpijski | Jordanka Donkowa | Bułgaria   | 12,38 | 30 września 1988(dts) | Seul         |

## Wyniki
| Poz. - pozycja |
| – rekord świata \| – rekord krajowy \| – rekord życiowy \| = – wyrównany rekord życiowy \| · – najlepszy wynik w sezonie \| = – wyrównany najlepszy wynik w sezonie \| – rekord olimpijski |
| Fn – falstart \| DNF – nie ukończyła \| DNS – nie wystartowała \| DSQ – zdyskwalifikowana                                                                                                  |

### Eliminacje
Rozegrano pięć biegów eliminacyjnych. Do ćwierćfinałów awansowały po cztery najlepsze zawodniczki z każdego biegu (Q) oraz cztery z najlepszymi czasami spośród pozostałych (q).

#### Bieg 1
Wiatr: –1,5 m/s
| Poz. | Zawodniczka           | Narodowość   | Rezultat | Uwagi |
| ---- | --------------------- | ------------ | -------- | ----- |
| 1    | Ludmiła Narożylenko   | WNP          | 13,04    | Q     |
| 2    | Liliana Năstase       | Rumunia      | 13,23    | Q     |
| 3    | Cécile Cinélu         | Francja      | 13,40    | Q     |
| 4    | Brigita Bukovec       | Słowenia     | 13,45    | Q     |
| 5    | María José Mardomingo | Hiszpania    | 13,58    |       |
| 6    | Anu Kaljurand         | Estonia      | 13,81    |       |
| 7    | Eunice Barber         | Sierra Leone | 15,01    |       |
| –    | Yasmina Azzizi        | Algieria     | DNS      |       |

#### Bieg 2
Wiatr: 0,0 m/s
| Poz. | Zawodniczka         | Narodowość        | Rezultat | Uwagi |
| ---- | ------------------- | ----------------- | -------- | ----- |
| 1    | Michelle Freeman    | Jamajka           | 12,90    | Q     |
| 2    | Kristin Patzwahl    | Niemcy            | 13,11    | Q     |
| 3    | Gail Devers         | Stany Zjednoczone | 13,19    | Q     |
| 4    | Natalja Kołowanowa  | WNP               | 13,20    | Q     |
| 5    | Zhu Yuqing          | Chiny             | 13,22    | q     |
| 6    | Lesley-Ann Skeete   | Wielka Brytania   | 13,42    |       |
| 7    | Nguyễn Thị Thu Hằng | Wietnam           | 15,16    |       |

#### Bieg 3
Wiatr: –0,4 m/s
| Poz. | Zawodniczka         | Narodowość      | Rezultat | Uwagi |
| ---- | ------------------- | --------------- | -------- | ----- |
| 1    | Jordanka Donkowa    | Bułgaria        | 12,96    | Q     |
| 2    | Aliuska López       | Kuba            | 13,08    | Q     |
| 3    | Marina Aziabina     | WNP             | 13,10    | Q     |
| 4    | Jacqui Agyepong     | Wielka Brytania | 13,25    | Q     |
| 5    | Dionne Rose         | Jamajka         | 13,29    | q     |
| 6    | Keturah Anderson    | Kanada          | 13,33    | q     |
| 7    | Monique Éwanjé-Épée | Francja         | 13,73    |       |
| 8    | Louisette Thobi     | Kamerun         | 14,37    |       |

#### Bieg 4
Wiatr: 0,0 m/s
| Poz. | Zawodniczka           | Narodowość        | Rezultat | Uwagi |
| ---- | --------------------- | ----------------- | -------- | ----- |
| 1    | LaVonna Martin        | Stany Zjednoczone | 12,82    | Q     |
| 2    | Gillian Russell       | Jamajka           | 13,07    | Q     |
| 3    | Sylvia Dethier        | Belgia            | 13,19    | Q     |
| 4    | Zhang Yu              | Chiny             | 13,26    | Q     |
| 5    | Nicole Ramalalanirina | Madagaskar        | 13,40    |       |
| 6    | Sriyani Kulawansa     | Sri Lanka         | 13,55    |       |
| –    | Caren Jung            | Niemcy            | DSQ      |       |
| –    | Julie Baumann         | Szwajcaria        | DNS      |       |

#### Bieg 5
Wiatr: –0,7 m/s
| Poz. | Zawodniczka         | Narodowość                       | Rezultat | Uwagi |
| ---- | ------------------- | -------------------------------- | -------- | ----- |
| 1    | Lynda Tolbert       | Stany Zjednoczone                | 12,96    | Q     |
| 2    | Anne Piquereau      | Francja                          | 13,11    | Q     |
| 3    | Gabi Roth           | Niemcy                           | 13,12    | Q     |
| 4    | Wula Patulidu       | Grecja                           | 13,14    | Q     |
| 5    | Odalys Adams        | Kuba                             | 13,28    | q     |
| 6    | Kay Morley-Brown    | Wielka Brytania                  | 13,44    |       |
| 7    | Chan Sau Ying       | Hongkong                         | 13,88    |       |
| 8    | Elizabeta Pawłowska | Niezależni uczestnicy olimpijscy | 14,26    |       |

### Ćwierćfinały
Rozegrano trzy biegi ćwierćfinałowe. Do półfinałów awansowały po cztery najlepsze zawodniczki z każdego biegu (Q) oraz cztery z najlepszymi czasami spośród pozostałych (q) (ponieważ czwarta, piąta i szósta z nich uzyskały ten sam czas, wszystkie dopuszczono do biegów półfinałowych)..

#### Bieg 1
Wiatr: –1,5 m/s
| Poz. | Zawodniczka      | Narodowość        | Rezultat | Uwagi |
| ---- | ---------------- | ----------------- | -------- | ----- |
| 1    | LaVonna Martin   | Stany Zjednoczone | 12,82    | Q     |
| 2    | Aliuska López    | Kuba              | 13,01    | Q     |
| 3    | Gillian Russell  | Jamajka           | 13,23    | Q     |
| 4    | Marina Aziabina  | WNP               | 13,26    | Q     |
| 5    | Brigita Bukovec  | Słowenia          | 13,28    | q     |
| 6    | Zhang Yu         | Chiny             | 13,28    | q     |
| 7    | Keturah Anderson | Kanada            | 13,31    |       |
| 8    | Sylvia Dethier   | Belgia            | 13,32    |       |

#### Bieg 2
Wiatr: +1,4 m/s
| Poz. | Zawodniczka        | Narodowość        | Rezultat | Uwagi |
| ---- | ------------------ | ----------------- | -------- | ----- |
| 1    | Jordanka Donkowa   | Bułgaria          | 12,84    | Q     |
| 2    | Lynda Tolbert      | Stany Zjednoczone | 12,96    | Q     |
| 3    | Wula Patulidu      | Grecja            | 13,05    | Q     |
| 4    | Natalja Kołowanowa | WNP               | 13,06    | Q     |
| 5    | Cécile Cinélu      | Francja           | 13,07    | q     |
| 6    | Kristin Patzwahl   | Niemcy            | 13,16    | q     |
| 7    | Dionne Rose        | Jamajka           | 13,17    | q     |
| 8    | Liliana Năstase    | Rumunia           | 13,33    |       |

#### Bieg 3
Wiatr: –0,7 m/s
| Poz. | Zawodniczka         | Narodowość        | Rezultat | Uwagi |
| ---- | ------------------- | ----------------- | -------- | ----- |
| 1    | Gail Devers         | Stany Zjednoczone | 12,76    | Q     |
| 2    | Ludmiła Narożylenko | WNP               | 13,06    | Q     |
| 3    | Anne Piquereau      | Francja           | 13,17    | Q     |
| 4    | Odalys Adams        | Kuba              | 13,26    | Q     |
| 5    | Gabi Roth           | Niemcy            | 13,28    | q     |
| 6    | Zhu Yuqing          | Chiny             | 13,31    |       |
| 7    | Jacqui Agyepong     | Wielka Brytania   | 13,36    |       |
| 8    | Michelle Freeman    | Jamajka           | 15,84    |       |

### Półfinały
Rozegrano dwa biegi półfinałowe. Do finału awansowały po cztery najlepsze zawodniczki z każdego biegu (Q).

#### Bieg 1
Wiatr: –1,9 m/s
| Poz. | Zawodniczka        | Narodowość        | Rezultat | Uwagi |
| ---- | ------------------ | ----------------- | -------- | ----- |
| 1    | Lynda Tolbert      | Stany Zjednoczone | 13,10    | Q     |
| 2    | Gail Devers        | Stany Zjednoczone | 13,14    | Q     |
| 3    | Natalja Kołowanowa | WNP               | 13,15    | Q     |
| 4    | Aliuska López      | Kuba              | 13,16    | Q     |
| 5    | Anne Piquereau     | Francja           | 13,32    |       |
| 6    | Gillian Russell    | Jamajka           | 13,35    |       |
| 7    | Zhang Yu           | Chiny             | 13,39    |       |
| 8    | Kristin Patzwahl   | Niemcy            | 13,44    |       |
| 9    | Brigita Bukovec    | Słowenia          | 13,68    |       |

#### Bieg 2
Wiatr: 0,0 m/s
| Poz. | Zawodniczka         | Narodowość        | Rezultat | Uwagi |
| ---- | ------------------- | ----------------- | -------- | ----- |
| 1    | LaVonna Martin      | Stany Zjednoczone | 12,81    | Q     |
| 2    | Jordanka Donkowa    | Bułgaria          | 12,87    | Q     |
| 3    | Wula Patulidu       | Grecja            | 12,88    | Q,    |
| 4    | Odalys Adams        | Kuba              | 13,14    | Q     |
| 5    | Marina Aziabina     | WNP               | 13,22    |       |
| 6    | Gabi Roth           | Niemcy            | 13,22    |       |
| 7    | Dionne Rose         | Jamajka           | 13,22    |       |
| 8    | Cécile Cinélu       | Francja           | 13,24    |       |
| –    | Ludmiła Narożylenko | WNP               | DNS      |       |

### Finał
Wiatr: +0,4 m/s
| Poz. | Zawodniczka        | Narodowość        | Rezultat | Uwagi |
| ---- | ------------------ | ----------------- | -------- | ----- |
| 1    | Wula Patulidu      | Grecja            | 12,64    | [ 3 ] |
| 2    | LaVonna Martin     | Stany Zjednoczone | 12,69    |       |
| 3    | Jordanka Donkowa   | Bułgaria          | 12,70    |       |
| 4    | Lynda Tolbert      | Stany Zjednoczone | 12,75    |       |
| 5    | Gail Devers        | Stany Zjednoczone | 12,75    |       |
| 6    | Aliuska López      | Kuba              | 12,87    |       |
| 7    | Natalja Kołowanowa | WNP               | 13,01    |       |
| 8    | Odalys Adams       | Kuba              | 13,57    |       |